# Tournoi de tennis de Cabo San Lucas
Le tournoi de Cabo San Lucas (Mexique) est un tournoi de tennis professionnel masculin du circuit ATP, classé en catégorie ATP 250, qui se joue sur dur en extérieur.
Il est organisé pour la première fois en 2016 en remplacement du tournoi de Bogota, la même semaine que le tournoi des Jeux olympiques.

## Palmarès messieurs

### Simple
| No | Date       | Nom et lieu du tournoi                                                 | Catégorie | Dotation  | Surface    | Vainqueur          | Finaliste             | Score         |         |
| -- | ---------- | ---------------------------------------------------------------------- | --------- | --------- | ---------- | ------------------ | --------------------- | ------------- | ------- |
| 1  | 08-08-2016 | Abierto Mexicano Los Cabos, Cabo San Lucas                             | ATP 250   | 721 030 $ | Dur (ext.) | Ivo Karlović       | Feliciano López       | 7-65, 6-2     | Tableau |
| 2  | 31-07-2017 | Abierto Mexicano de Tenis Mifel presentado por Cinemex, Cabo San Lucas | ATP 250   | 637 395 $ | Dur (ext.) | Sam Querrey        | Thanasi Kokkinakis    | 6-3, 3-6, 6-2 | Tableau |
| 3  | 30-07-2018 | Abierto Mexicano de Tenis Mifel presentado por Cinemex, Cabo San Lucas | ATP 250   | 715 455 $ | Dur (ext.) | Fabio Fognini      | Juan Martín del Potro | 6-4, 6-2      | Tableau |
| 4  | 29-07-2019 | Abierto Mexicano de Tenis Mifel presentado por Cinemex, Cabo San Lucas | ATP 250   | 762 455 $ | Dur (ext.) | Diego Schwartzman  | Taylor Fritz          | 7-66, 6-3     | Tableau |
| 5  | 19-07-2021 | Mifel Open, Cabo San Lucas                                             | ATP 250   | 598 545 $ | Dur (ext.) | Cameron Norrie     | Brandon Nakashima     | 6-2, 6-2      | Tableau |
| 6  | 01-08-2022 | Abierto de Tenis Mifel, Cabo San Lucas                                 | ATP 250   | 822 110 $ | Dur (ext.) | Daniil Medvedev    | Cameron Norrie        | 7-5, 6-0      | Tableau |
| 7  | 31-07-2023 | Mifel Tennis Open by Telcel Oppo, Cabo San Lucas                       | ATP 250   | 852 480 $ | Dur (ext.) | Stéfanos Tsitsipás | Alex de Minaur        | 6-3, 6-4      | Tableau |
| 8  | 19-02-2024 | Mifel Tennis Open by Telcel Oppo, Cabo San Lucas                       | ATP 250   | 915 245 $ | Dur (ext.) | Jordan Thompson    | Casper Ruud           | 6-3, 7-64     | Tableau |

### Double
| No | Date       | Nom et lieu du tournoi                                                 | Catégorie | Dotation  | Surface    | Vainqueurs                                | Finalistes                           | Score             |         |
| -- | ---------- | ---------------------------------------------------------------------- | --------- | --------- | ---------- | ----------------------------------------- | ------------------------------------ | ----------------- | ------- |
| 1  | 08-08-2016 | Abierto Mexicano Los Cabos, Cabo San Lucas                             | ATP 250   | 721 030 $ | Dur (ext.) | Purav Raja Divij Sharan                   | Jonathan Erlich Ken Skupski          | 7-64, 7-63        | Tableau |
| 2  | 31-07-2017 | Abierto Mexicano de Tenis Mifel presentado por Cinemex, Cabo San Lucas | ATP 250   | 637 395 $ | Dur (ext.) | Juan Sebastián Cabal Treat Conrad Huey    | Sergio Galdós Roberto Maytín         | 6-2, 6-3          | Tableau |
| 3  | 30-07-2018 | Abierto Mexicano de Tenis Mifel presentado por Cinemex, Cabo San Lucas | ATP 250   | 715 455 $ | Dur (ext.) | Marcelo Arévalo Miguel Ángel Reyes-Varela | Taylor Fritz Thanasi Kokkinakis      | 6-4, 6-4          | Tableau |
| 4  | 29-07-2019 | Abierto Mexicano de Tenis Mifel presentado por Cinemex, Cabo San Lucas | ATP 250   | 762 455 $ | Dur (ext.) | Romain Arneodo Hugo Nys                   | Dominic Inglot Austin Krajicek       | 7-5, 5-7, [16-14] | Tableau |
| 5  | 19-07-2021 | Mifel Open, Cabo San Lucas                                             | ATP 250   | 598 545 $ | Dur (ext.) | Hans Hach Verdugo John Isner              | Hunter Reese Sem Verbeek             | 5-7, 6-2, [10-4]  | Tableau |
| 6  | 01-08-2022 | Abierto de Tenis Mifel, Cabo San Lucas                                 | ATP 250   | 822 110 $ | Dur (ext.) | William Blumberg Miomir Kecmanović        | Raven Klaasen Marcelo Melo           | 6-0, 6-1          | Tableau |
| 7  | 31-07-2023 | Mifel Tennis Open by Telcel Oppo, Cabo San Lucas                       | ATP 250   | 852 480 $ | Dur (ext.) | Santiago González Édouard Roger-Vasselin  | Andrew Harris Dominik Köpfer         | 6-4, 7-5          | Tableau |
| 8  | 19-02-2024 | Mifel Tennis Open by Telcel Oppo, Cabo San Lucas                       | ATP 250   | 915 245 $ | Dur (ext.) | Max Purcell Jordan Thompson               | Gonzalo Escobar Aleksandr Nedovyesov | 7-5, 7-62         | Tableau |